# Авеста
«Аве́ста» (в дореволюционных изданиях «Зендавеста», пехл. abestāg, перс. اوستا‎) — собрание священных текстов зороастрийцев. Старейший памятник древнеиранской литературы, составленный на особом, более нигде не зафиксированном языке, называемом в иранистике «авестийским». Древнейшая сохранившаяся рукопись относится к 1288 году.

## Название
Русское название памятника «Аве́ста» вслед за западноевропейским восходит к принятому у зороастрийцев перс. «اَوِستا»‎ (совр. произношение [ævestá]). Последнее в свою очередь представляет собой особое, «пазендское» произношение пехлевийского слова «ʾpstʾk» [aβastāγ] < [apastāk], обозначавшего в среднеперсидском канон зороастрийских книг. В самих сохранившихся авестийских текстах это слово не встречается, остаётся лишь предполагать его древнеиранский прототип в виде «*upa-stā-ka-» «установленное», «уложение», «основа» (то есть «канон») или, что менее вероятно, «*upa-stāva-ka-» — «восхваление».
В пехлевийской литературе существует также второе и весьма распространённое обозначение Авесты — dyn' [dēn], обычно «вера», «религия», по отношению к авестийским текстам слово часто переводится как «откровение (Заратуштры)».
В самих авестийских текстах эти названия неизвестны. В Хом-яште (Y 9.22) встречается слово «naska-» — наск, «авестийская книга», буквально «связка».

## Традиционная история
Согласно пехлевийским источникам, откровение, полученное Заратуштрой от Ахура Мазды, было собрано его царственным покровителем Кави Виштаспой и записано золотыми чернилами на 12 тысячах воловьих шкур. Его потомок Дарий Дарян (то есть Дарий, сын Дария) разместил две копии Авесты и комментария к ней в хранилищах Гандж-и Шапикан и Диз-и Нипишт («крепость писаний»). Александр Македонский, разрушая державу Ахеменидов, уничтожил Авесту, выбросив книги в море или предав их огню, а часть из них приказал перевести на греческий язык.
Аршакидский царь Валахш (предположительно имеется в виду Вологез I, I в. н. э.) с помощью дастуров своего времени предпринял первую попытку собирания и кодификации авестийских текстов, сохранявшихся в разрозненных отрывках и в устной передаче. При нём экземпляры Авесты рассылались по городам и передавались для изучения и сохранения.
Дело собирания текстов священного предания было продолжено при Ардашире, основателе Сасанидской монархии (III в. н. э.), по указанию которого верховный дастур Тансар упорядочил существующие тексты и комментарии к нему. Сын Ардашира Шапур I разместил Авесту вместе с выполненными при нём переводами греческих, индийских и иных научных трудов в хранилище Гандж-и Шапиган.
Верховный дастур Адурбад Махраспандан, величайший апологет и наставник зороастрийской религии, при Шапуре II (IV в.) произвёл окончательную редакцию авестийского собрания и установление канона, упорядочив его в 21-й книге («наске»), выполнив полный перевод Авесты на среднеперсидский язык, называемый Зандом (Зендом) — от авест. zainti- — «знание», «толкование», откуда происходит распространённое название сборника «Зенд-Авеста» (то есть «Толкование и Канон»).
Конечная редакция Зенда была составлена при Хосрове I Аноширване (VI в. н. э.).

## Современная Авеста

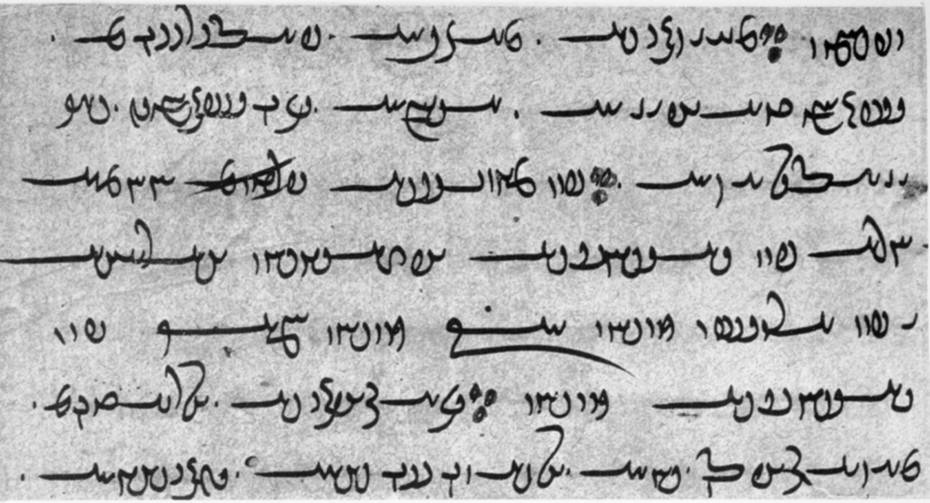
Ясна 28.1

В современном зороастрийском сообществе бытуют издания Авесты, восходящие к рукописям, копировавшимся священнослужителями в допечатную эпоху (до XIX в.) на протяжении по крайней мере последнего тысячелетия. Наиболее ранний сохранившийся манускрипт датируется 1288 годом, колофоны рукописей позволяют проследить традицию передачи до XI в. Достоверно установлено, что все существующие манускрипты восходят к одной рукописи, существовавшей в X в., в свою очередь восходящей к так называемому «Сасанидскому архетипу» — существовавшей при Сасанидах образцовой копии.
Манускрипты традиционно делятся на Зенд-Авесту (авестийские тексты с переводом на среднеперсидский), Зенд (только перевод) и Саде («чистый», авестийские тексты без перевода, применяемые в литургических целях).
Составленная на одном из древнеиранских языков Авеста записывается особым алфавитом, называемым в Европе «авестийским», зороастрийцы Ирана обычно называют его din-dabire, «религиозное письмо». Среди зороастрийцев также получает распространение транслитерация латиницей, не всегда совпадающая с принятой научной транслитерацией, и арабо-персидским письмом. Кроме того, до сих пор многие тексты Авесты разучиваются наизусть, прежде всего мобедами.

### Состав современной Авесты
1. Спросил Ахура-Мазду                                           

  Спитама-Заратуштра:

  "Скажи мне Дух Святейший,

  Создатель жизни плотской,

  Что из Святого Слова

  И самое могучее,

  И самое победное,

  И наиблагодатное,

  Что действенней всего?"

 

  2. И что победоноснее,

  И что всего целебнее,

  Что сокрушает больше

  Вражду людей и дэвов?

  Что в этом плотском мире

  Есть мысль проникновенная,

  Что в этом мире плотском —

  Отдохновенный дух?".

 

  3. Ахура-Мазда молвил:

  "Моё то будет имя,

  Спитама-Заратуштра,

  Святых Бессмертных имя, —

  Из слов святой молитвы

  Оно всего мощнее,

  Оно всего победнее

  И наиблагодатнее,

  И действенней всего.

 

  4. Оно наипобедное

  И самое целебное,

  И сокрушает больше

  Вражду людей и дэвов.

  Оно в телесном мире

  И мысль проникновенная,

  Оно в телесном мире. —

  Отдохновенный дух!"
Сохранившаяся Авеста традиционно делится на 5 «книг» и несколько не входящих в них других частей и фрагментов (рядом с названием указан сокращённый индекс книги):
- Ясна, Y. (пехл. yasn, yazišn, авест. yasna- «почитание» от глагола yaz- «почитать», «священнодействовать», ср. санскр. yajña) — наиболее значимая книга, представляющая собой текст, читаемый на основной зороастрийской литургии «Ясна». Объединяет 72 главы («хаити», авест. haitī- букв. «связка») довольно разнородного содержания. Главы 28-34, 43-51, 53 занимают Гаты, наиболее почитаемая часть всего авестийского собрания, метрические гимны, посвящённые Ахура Мазде, авторство которых традицией и большинством учёных приписывается самому пророку Заратуштре.
- Висперед, Vr. (Виспрад, от авест. vīspe ratauuō «все главы») — дополнение к Ясне в виде молитв и обращений к «ратам», образцовым главам творений; состоит из 24-х глав (karde < kardag).
- Видэвдад, V. (Вендидад, пехл. vidēvdād, авест. vī-daēvō-dāta- «Закон отречения от дэвов») — сборник из 22-х глав (fragard), посвящённый прежде всего законам чистоты и борьбы с осквернениями.
- Яшты, Yt. (пехл. yašt, авест. yešti- от того же глагола yaz- «почитать») — 22 гимна, посвящённых Ахура Мазде, Амешаспентам и различным язатам.
- Хорде Авеста (перс. xorde avestā‎) — букв. «Малая Авеста», сборник повседневных молитв, используемый как священниками, так и мирянами, содержание которого в значительной степени представляет собой извлечение из других частей Авесты. Некоторые оригинальные молитвы составлены на среднеперсидском языке, и их авторство традиционно приписывается Адурбаду Махраспанду. Авестийские части включают вступительные компилятивные молитвы, 5 Гахов (G. пехл. gāh) — молитв 5 времени суток, 5 Нияишнов (Ny., пехл. niyāyišn «молитва») 5 язатам, 4 Афрингана (A., пехл. Āfrinagān — «благословение»)
- Сироза, S. (пехл. sīrōza — «тридцатидневка») — молитвенные посвящения тридцати покровителям тридцати дней зороастрийского календарного месяца в двух видах: с именем в родительном падеже (Малая Сироза) и в винительном (Большая Сироза); формулы Сирозы, в основном извлечённые из Ясны, активно используются в Яштах и Хорде Авесте.
- Фрагменты — разрозненные части несохранившихся целиком авестийских книг, а также авестийские цитаты в пехлевийских сочинениях. Наиболее крупные из них Нирангистан (N., пехл. Nīrangistān), Пурсишниха (P., пехл. Pursišnīhā), Аогемадаэча (Aog., пехл. Aogəmadāēčā), Хадохт-наск (H., пехл. Hādōxt Nask), Африн-и Зардушт (Az., пехл. Āfrīn ī Zardušt), Виштасп-яшт (Vyt., пехл. Vištāsp Yašt)

## Сасанидская Авеста
После разрушения Сасанидской державы, вторжения арабов в Иран и начала исламизации, зороастрийские общины оказались лишены государственной поддержки, их храмы и культурные центры часто разрушались или вместо них строились мечети. Дожившие до наших дней две иранские общины (Йезда и Кермана) и парсийская уже в начале II тыс. н. э. столкнулись с недостатком религиозных источников, вызванным утратой рукописей Авесты и гибелью или обращением в ислам их хранителей-мобедов.
Обращает на себя внимание, что сохранённая Авеста представляет собой тексты, так или иначе используемые в богослужении или частной молитве. Именно их в первую очередь старались сохранить деградирующие общины. От менее ходовых авестийских текстов сохранились лишь цитаты в пехлевийских книгах. О содержании утраченной Авесты можно также судить по ссылкам в пехлевийской литературе на «откровение».
Книга Денкард (X век), составленная в эпоху, когда Сасанидская Авеста была ещё доступна, содержит краткий обзор содержания 21-го наска Авесты, а три из них описываются особенно подробно, включая содержание каждой главы. Согласно Денкарду, Авеста состояла из 21-й книги («наска»), объединявших 348 глав, каждая из этих книг соответствовала 21-му слову зороастрийской молитвы Ахуна Ваирья. Кодекс делился на три части (по числу строк в молитве):
- Гасаниг (Gāsānīg) или Гатиг — Гаты и комментарии к ним.
- Хадаг-мансриг (Hadag-mansrīg) или Хада-мантрик — священные мантры, связанные с ритуалами.
- Дадиг (Dādīg) или Датик — религиозный закон.

Наски Авесты за одним исключением (сохранившийся полностью наск Видевдад) не коррелируют с современными «книгами», последние представляют собой богослужебные извлечения из изначального авестийского кодекса.

### Наски Авесты согласно Денкарду

#### Gāsānīg (Гатические)
| Название      | Сохранившиеся части                                     | Содержание                                                                                          |
| ------------- | ------------------------------------------------------- | --------------------------------------------------------------------------------------------------- |
| 1. Stōd-yasn  | Y. 14-16, 22-27, 28-54, 56, Vr. (полностью)             | Гаты, части Ясны, Висперед                                                                          |
| 2. Sūdgar     | Отдельные фрагменты? подробное описание в Денкарде 9.1. | Комментарии к Гатам                                                                                 |
| 3. Warštmānsr | Подробное описание в Денкарде 9.2                       | Комментарии к Гатам                                                                                 |
| 4. Bag        | Y.19-22, подробное описание в Денкарде 9.3              | Комментарии к Гатам                                                                                 |
| 5. Waštag     | Утрачен                                                 | Неизвестно                                                                                          |
| 6. Hādōxt     | Y. 58, Yt. 11, Az., H. 1-2                              | Описание религиозного главенства, праздников, правил поведения и путей достижения праведности и др. |
| 7. Spand      | Отдельные фрагменты                                     | Жизнеописание Заратуштры                                                                            |

#### Hadag-mansrīg (Религиозные правила, наука)
| Название         | Сохранившиеся части                                                | Содержание                                              |
| ---------------- | ------------------------------------------------------------------ | ------------------------------------------------------- |
| 8. Dāmdād        | Отдельные фрагменты? предполагается переложение наска в Бундахишне | Космогония и космология                                 |
| 9. Nāxtar        | Утрачен                                                            | Неизвестно                                              |
| 10. Pāzag        | Гахи и Сироза (G., S.)                                             | Части суток, календарь, праздники, правила богослужения |
| 11. Raθβištāiti  | Отдельные фрагменты                                                | Организация богослужения                                |
| 12. Bariš        | Отдельные фрагменты                                                | Этика                                                   |
| 13. Kaškaysraw   | Отдельные фрагменты                                                | Отмена почитания дэвов                                  |
| 14. Vištāsp-yašt | Az., Vyt.                                                          | Обращение Виштаспы в веру Заратуштры                    |

#### Dādīg (Закон)
| Название                 | Сохранившиеся части   | Содержание              |
| ------------------------ | --------------------- | ----------------------- |
| 15. Nigādum              | Отдельные фрагменты   | Законы                  |
| 16. Duzd-sar-nizad       | Отдельные фрагменты   | Законы                  |
| 17. Huspārām             | Нирангистан           | Законы                  |
| 18. Sagādum              | Отдельные фрагменты   | Законы                  |
| 19. Vidēwdād (Juddēwdād) | V. полностью          | Законы                  |
| 20. Čihrdād              | Отдельные фрагменты   | Эпическая история Ирана |
| 21. Bagān-yašt           | Y. 9-11, 57; Yt. 5-19 | Гимны язатам            |

## Происхождение и трансляция авестийских текстов
По содержанию и языковым признакам авестийские тексты можно разделить на две части:
- Старшая Авеста, с более архаичным языком: Гаты Заратуштры, Ясна Хаптангхаити и некоторые другие, наиболее древние части Ясны (Y 12, 54, 56, 58), а также тексты трёх главных авестийских молитв (Ахуна Ваирья, Ашем Воху, Йенгхе-хатам).
- Младшая Авеста, с менее архаичным языком и несколько иной диалектной базой: все остальные тексты Авесты, некоторые из которых обнаруживают существенные ошибки, свидетельствующие об их составлении в эпоху, когда уже младоавестийский язык был мёртв.

Предполагается, что между составлением староавестийских и младоавестийских текстов прошло несколько столетий. При этом язык и в некоторой степени стиль и содержание Старшей Авесты довольно близки к таковым в Ригведе, древнейшему памятнику ведийской литературы. На основании косвенных данных Старшую Авесту (и соответственно время проповеди Заратуштры) приблизительно датируют в диапазоне около 1000 года до н. э. Древнейшие тексты Младшей Авесты (Ясна, большинство Яштов) датируются эпохой до Ахеменидов (VI век до н. э.).
Изначально тексты передавались из поколения в поколение коллегией зороастрийских священнослужителей исключительно устным путём. Сведения поздних источников о записи Авесты при Аршакидах не могут быть полностью отброшены как недостоверные, однако влияние предполагаемой «Аршакидской Авесты», если она существовала, на запись Авесты при Сасанидах проследить не удаётся.
В трансляции авестийских текстов можно выделить следующие этапы:
Старшая Авеста
1. Изначальный текст Гат, Ясны Хаптангхаити и других молитв.
2. Изменения в произношении из-за речитативного чтения.
3. Изменения при передаче носителями младоавестийского диалекта.
4. Продолжение трансляции текстов вместе с Младшей Авестой.
Младшая Авеста
1. Составление младоавестийских текстов на правильном языке, предположительно в Мерве или Герате.
2. Влияние диалектов Южного Ирана из-за переноса центра традиции предположительно в Арахозию.
3. Перенос центра традиции на юго-запад Ирана, в Фарс (предпол. кон. VII в. до н. э.), трансляция текстов священниками Истахра, составление новых текстов с грамматическими ошибками на мёртвом языке.
4. Фонетическая запись текстов средствами авестийского алфавита (VI в. н. э.), составление «Сасанидского прототипа» Авесты, конец изустной передачи. Составление среднеперсидского перевода (Зенда).
5. Копирование рукописи, положенной в основу всех сохранившихся манускриптов (IX—X вв.).

## Содержание Авесты
Содержание Авесты весьма разнородно вследствие присутствия в памятнике пластов различных стилей, времени и места составления, а также, вероятно, отличающихся религиозных взглядов разных авторов этих пластов. Тем не менее несмотря на эклектичность, все тексты Авесты — одни изначально, другие вследствие последующей редактуры — в целом выдержаны в русле почитания Ахура Мазды — центральной фигуры Авесты. Кроме того, в силу преимущественного богослужебного характера сохранившихся авестийских текстов в сборнике много повторений, повторяющиеся тексты составляют до 1/3 объёма всего памятника.

## Авеста и Запад
Хотя древние греки знали о гимнах и молитвах, читаемых магами, а Гермипп утверждал, что ему известно о двух миллионах стихотворных строк, сочинённых Зороастром, реальные сведения о древнеиранской религиозной литературе на Западе были очень скудны, и до XVIII века об Авесте в Европе ничего не было известно.
Впервые авестийский текст Видевдад-саде попал в Оксфордскую библиотеку в 1723 году от торговца из Сурата, однако никто не мог прочесть этот текст. Лишь французскому учёному Анкетилю-Дюперрону, отправившемуся в Индию в 1755 году простым солдатом, удалось войти в доверие к одним из парсийских священнослужителей и обучиться с их помощью читать и переводить авестийские тексты. Вернувшись в 1762 году во Францию, он преподнёс в дар Королевской библиотеке 180 авестийских, пехлевийских, персидских и санскритских зороастрийских рукописей, и в 1771 году им был издан первый в Европе перевод Авесты на французский язык, а в 1776 году в Риге появились первые переводы на немецкий язык.
Изначально новооткрытая Авеста встретила глубокий скептицизм у европейской публики и учёных, ориентированных на формировавшийся веками образ Зороастра, имеющий мало общего с реальным Заратуштрой. Анкетиля-Дюперрона часто обвиняли в подлоге, и умер он в нищете. Однако начавшиеся исследования Авесты специалистами-востоковедами, а также расшифровка в 1835 году Гротефендом древнеперсидской клинописи на родственном языке окончательно убедили Европу в подлинности Авесты и положили начало тесному знакомству с древнеиранской культурой и религией.
Авеста оказала большое влияние на философскую мысль Востока и Запада. Георг Гегель (1770—1831 годы) подчёркивал, что основой зороастрийской религиозной системы является признание борьбы двух противоположностей — Добра и Зла. Одно из самых знаменитых произведений Иоганна Гёте (1749—1832 годы) «Западно-Восточный диван» содержит стихотворение «Завет древнеперсидской веры». В нём поэт даёт своё понимание Авесты как веры в торжество света над тьмой. Некоторыми идеями и образами гимнов Заратуштры был вдохновлён и основоположник теории психофизического параллелизма Теодор Фехнер (1801—1887). Однако Фридрих Ницше в известной книге «Так говорил Заратустра» приписал пророку идеи «сверхчеловека» и «вечного возвращения».

## На русском языке
Первый, изданный в России перевод Авесты (но не на русский язык, а на латынь, которая тогда была международным научным стандартом) выполнил Каэтан Коссович в 1861 году.
Поэту-символисту Константину Бальмонту принадлежат:
- стихотворный перевод гимна из текстов Авесты — «Из Зенд-Авесты. Гимн» (1899 год);
- стих «На мотив из Зенд-Авесты» (1899 год);
- «Скорбь Агурамазды» (из Зенд-Авесты; 1903 год);
- часть гимнов в книге «Гимны, песни и замыслы древних» (1908 год).